# Едішер Магалашвілі
Едішер Георгійович Магалашвілі (груз. ედიშერ მაღალაშვილი, 4 січня 1925, Тбілісі, Грузинська РСР — 26 січня 2005) — грузинський актор театру і кіно.

## Біографія
Закінчив кіношколу в Тбілісі (1947) та Театральний інститут ім. Шота Руставелі.
У 1946—1950 роках — актор Тбіліської кіностудії.
У 1948—1964 роках — актор Театру імені Коте Марджанішвілі.
З 1964 року — актор театру імені Шота Руставелі.

## Нагороди
- Заслужений артист Грузинської РСР (1958).
- Народний артист Грузинської РСР (1967).
- Народний артист Вірменської РСР (1979).

## Фільмографія
Грав Серго Орджонікідзе в українському фільмі «Вогонь» (1973).
- 1947 — «Колиска поета» — Баграт
- 1948 — «Кето і Коте»
- 1951 — «Весна в Сакені»
- 1958 — «Мамелюк» (მამლუქი) — Ревія
- 1970 — «Старі млини»
- 1976 — «Справа передається до суду»
- 1977 — «Відхилення — нуль»
- 1981 — «Важкий початок»
- 1985 — «Нейлонова ялинка»
- 1987 — «Браво, Альбер Лоліш!»
- 1988 — «Пригоди Еллі і Рару»
- 1990 — «Спіраль»